# Đảng Dân chủ (Mông Cổ)
Đảng Dân chủ (DP) (Tiếng Mông Cổ: Ардчилсан Нам; Ardchilsan Nam) là một Đảng chính trị theo đường lối trung hữu tại Mông Cổ.

## Lịch sử
Sau cuộc cách mạng dân chủ năm 1990
Mông Cổ trở thành một quốc gia có hệ thống đa đảng. Cách mạng dân chủ đã biến Mông Cổ từ một nước do Đảng cộng sản cầm quyền đã trở thành một nền dân chủ năng động. Những người đi tiên phong trong cuộc cách mạng dân chủ đã thành lập Đảng Dân chủ, Đảng Tiến bộ Mông Cổ và Đảng Dân chủ Xã hội Mông Cổ. Vào ngày 6 tháng 12 năm 2000, năm đảng chính trị - bao gồm Đảng Dân chủ Mông Cổ, Đảng Dân chủ Xã hội Mông Cổ và các đảng khác đã sáp nhập và thành lập Đảng Dân chủ Mông Cổ.

## Lãnh đạo
Ngày 1 tháng 4 năm 2006, một hội nghị đảng đã bầu Tsakhiagiin Elbegdorj làm lãnh đạo đảng. Bốn ứng cử viên chạy đua trong cuộc bầu cử và trong vòng đầu, Elbegdorj giành 46%, Erdeniin Bat-Uul giành được 40% và hai ứng viên khác giành được phần còn lại. Nếu không có đa số phiếu tuyệt đối, một lá phiếu thứ hai giữa các ứng cử viên hàng đầu đã dẫn đến Tsakhiagiin Elbegdorj chiến thắng với 57,2% số phiếu bầu.
Ngày 30 tháng 8 năm 2008, Ủy ban Cố vấn Quốc gia của Đảng Dân chủ đã bầu Norovyn Altankhuyag làm lãnh đạo mới của Đảng.

## Danh sách Chủ tịch Đảng
- Mendsaikhany Enkhsaikhan (2002-2005)
- Radnaasümbereliin Gonchigdorj (2005-2006)
- Tsakhiagiin Elbegdorj (2006–2008)
- Norovyn Altankhuyag (2008–2014)
- Zandaakhuugiin Enkhbold (2014–2016)
- Erdene Sodnomzundui (2016–nay)

## Tổ chức
Đảng được tổ chức ở cấp quốc gia, tỉnh, thành phố và quận. Hiện tại, bên có khoảng 30 hiệp hội tỉnh và 432 tổ chức cơ sở.
- Công ước quốc gia (NC): Mỗi hiệp hội cấp tỉnh cử các đại biểu tham dự Công ước Quốc gia, được tổ chức 4 năm một lần.
- Ủy ban Tư vấn Quốc gia (NCC): Không quá hai lần một năm, NCC được tổ chức và có 228 thành viên của NCC.

Các tổ chức trực thuộc Đảng Dân chủ có các tổ chức và tổ chức liên kết sau đây:
- Đoàn thanh niên Dân chủ
- Hội Phụ nữ Dân chủ
- Liên minh Người cao tuổi Dân chủ

## Kết quả bầu cử

### Bầu cử tổng thống
| Các năm | Ứng viên                      | Tổng số phiếu bầu | Chiếm  | Kết quả |
| ------- | ----------------------------- | ----------------- | ------ | ------- |
| 2001    | Radnaasümbereliin Gonchigdorj | 365,363           | 37.2%  | Thua    |
| 2005    | Mendsaikhany Enkhsaikhan      | 184,743           | 20.20% | Thua    |
| 2009    | Tsakhiagiin Elbegdorj         | 562,718           | 51.21% | Thắng   |
| 2013    | Tsakhiagiin Elbegdorj         | 622,794           | 50.23% | Thắng   |
| 2017    | Khaltmaagiin Battulga         | 611,226           | 50.61% | Thắng   |

### Bầu cử lập pháp
| Các năm | Tổng số ghế đã thắng | Tổng số phiếu bầu | Chiếm  | Kết quả bầu cử              | Lãnh đạo                |
| ------- | -------------------- | ----------------- | ------ | --------------------------- | ----------------------- |
| 2004    | 34 / 76              | 474,977           | 44.74% | 32 ghế; Liên minh cầm quyền | Tsakhiagiin Elbegdorj   |
| 2008    | 28 / 76              | 701,641           | 40.43% | 6 ghế; Đảng đối lập         | Tsakhiagiin Elbegdorj   |
| 2012    | 34 / 76              | 399,194           | 35.32% | 6 ghế;Liên minh cầm quyền   | Norovyn Altankhuyag     |
| 2016    | 9 / 76               | 467,341           | 33.55% | 25 ghế; Đảng đối lập        | Zandaakhüügiin Enkhbold |